# ماکسبورگ (آیووا)
ماکسبورگ (به انگلیسی: Macksburg) شهری در ایالت آیووا کشور ایالات متحده آمریکا است که جمعیت آن در سرشماری سال ۲۰۱۰ میلادی، ۱۱۳ نفر بوده‌است.